# Etlingera
Etlingera é um género botânico pertencente à família Zingiberaceae.
São plantas herbáceas, vivazes, algumas de grande porte, que se estendem do subcontinente indiano até as ilhas do Pacífico, com maior número de variedades na Malásia.
Entre as aproximadamente 70 espécies, uma das mais conhecidas é a rosa-de-porcelana ou torch ginger (Etlingera elatior).

## Principais espécies
- Etlingera australasica
- Etlingera brevilabris
- Etlingera coccinea
- Etlingera corrugata
- Etlingera elatior - rosa-de-porcelana
- Etlingera fimbriobracteata
- Etlingera littoralis
- Etlingera nasuta
- Etlingera velutina
- Etlingera venusta - rosa-da-malásia
- Etlingera hemispherica